# Boomstraat (Utrecht)
De Boomstraat is een straat in de Nederlandse stad Utrecht en loopt van de Adriaen van Ostadelaan tot de Bosboomstraat. De straat, waarvan de naam in 1916 werd toegekend, is volgens het straatnaambord vernoemd naar landgoed De Boom in Leusden met landhuis uit 1878/1879. Vlakbij ligt het Diakonessenhuis. 
Het is echter aannemelijker dat de straat is vernoemd naar het terrein tussen Adriaen van Ostadelaan, Bosboomstraat en Boomstraat dat van oudsher 'de boom' werd genoemd. Tot 2021 stond hier een grote boom die wellicht de naamgever is geweest van dit terrein.
De oneven zijde van de Boomstraat (nrs. 3-27) is een ontwerp van de Nederlandse architect Albert Kool, tevens een van zijn eerste ontwerpen waarin de Amsterdamse School zichtbaar is. Dit blok van 26 woningen werd in 1920-1921 gebouwd in opdracht van de Middenstandsbouw Maatschappij Trio, opgericht door ambtenaren van de Nederlandse Spoorwegen. De woningen waren in eerste instantie dan ook bedoeld voor spoorwegpersoneel.
Opvallend is dat er medio negentiende eeuw in Utrecht een andere Boomstraat bestond, in de wijk Buiten Wittevrouwen. Waarschijnlijk werd deze straat genoemd naar de in 1739 gebouwde schuilkerk "'t Boompje", de latere Onze-Lieve-Vrouw-ten-Hemelopnemingkerk. Deze Boomstraat is begin 1915 opgeheven.

## Trivia
De Nederlandse dichter Gerrit Achterberg woonde van 1934 tot 1937 op Boomstraat 20bis. Hier vermoordde hij op 15 december 1937 zijn hospita Roel van Es en verwondde daarbij haar 16-jarige dochter Bep.